# ميرسيا كوستاشي الثاني
ميرسيا كوستاشي الثاني (بالرومانية: Mircea Costache II)‏ (و. 1940 – 2016 م) هو لاعب كرة يد، ومدرب كرة اليد من رومانيا . ولد في بوخارست .

## التعليم
تعلم في National Academy of Physical Education and Sport

## جوائز
حصل على جوائز منها:
- Order of Faithful Service.